# Cyperus koyaliensis
Cyperus koyaliensis är en halvgräsart som beskrevs av Henri Chermezon. Cyperus koyaliensis ingår i släktet papyrusar, och familjen halvgräs. IUCN kategoriserar arten globalt som otillräckligt studerad. Inga underarter finns listade i Catalogue of Life.